# Пьеполи, Леонардо
Леонардо Пьеполи (итал. Leonardo Piepoli; р. 29 сентября 1971 в Ла-Шо-де-Фон, Швейцария) — итальянский профессиональный шоссейный велогонщик. Наиболее известен как участник команды Saunier Duval-Scott на UCI ProTour, но его контракт был разорван в июле 2008 года во время проведения гонки Тур де Франс, из-за подозрения в использовании стимуляторов его командой.

## Карьера
Четырёхкратный (1995, 1999, 2003, 2004) победитель Восхождения на Уркиолу. Пьеполи виртуоз в горных гонках, что он продемонстрировал в 2006 года на гонке Джиро д’Италия, где он показал себя одним из сильнейших пилотов в горах и выиграл два этапа. В 2007 году Пьеполи победил в горном зачёте Джиро д’Италия. Он выиграл этапы Джиро и Вуэльты в 2007 году. Также он «прославился» тем, что подарил победы в двух этапах своим напарникам Джильберто Симони и Риккардо Рикко. На гонке Вуэльта, Пьеполи лидировал в классификации, но вынужден был покинуть гонку из-за «семейных проблем».
На Джиро д’Италия в 2008 году, Пьеполи дважды падал, покинув гонку с тремя сломанными ребрами и повреждениями левой руки в двух местах.
В 2008 году на Тур де Франс, он выиграл 10-й горный этап, легендарный подъём на Отакам, а также помог своему партнеру по команде, Риккардо Рикко, выиграть два этапа. Перед началом 12-го этапа, Пьеполи вместе с другими членами команды Saunier Duval-Scott были сняты с соревнований, из-за положительного результата на допинг-пробы у Риккардо Рикко. Результаты гонщиков команды были аннулированы и победа на 10-м этапе отдана Хуану Хосе Коба, пришедшему к финишу вторым.